# Remember Last Night?
Remember Last Night? is een Amerikaanse filmkomedie uit 1935 onder regie van James Whale. Destijds werd de film in Nederland uitgebracht onder de titel Een gruwelijke nacht.

## Verhaal
Na een wilde avond komen de feestgangers er de volgende morgen achter dat hun gastheer vermoord is. Ze halen er inspecteur Danny Harisson bij. Zijn onderzoek loopt spaak, omdat de gasten te veel hebben gedronken en zich amper nog iets kunnen herinneren.

## Rolverdeling
| Acteur                 | Personage        |
| ---------------------- | ---------------- |
| Edward Arnold          | Danny Harrison   |
| Robert Young           | Tony Milburn     |
| Constance Cummings     | Carlotta Milburn |
| George Meeker          | Vic Huling       |
| Sally Eilers           | Bette Huling     |
| Reginald Denny         | Jake Whitridge   |
| Louise Henry           | Penny Whitridge  |
| Gregory Ratoff         | Faronea          |
| Robert Armstrong       | Flannagan        |
| Monroe Owlsey          | Billy Arliss     |
| Jack La Rue            | Baptiste         |
| Edward Brophy          | Maxie            |
| Gustav von Seyffertitz | Professor Jones  |
| Rafaela Ottiano        | Mevrouw Bouclier |
| Arthur Treacher        | Phelps           |